# Solidaridad Nacional (Guatemala)
El Partido Solidaridad Nacional fue un partido político guatemalteco fundado en el año 2002. Participó en las Elecciones generales de Guatemala de 2003 ganando la presidencia por medio de la Gran Alianza Nacional. Después de alcanzar el poder se separó y se disolvió y el PSN se transformó en la Gran Alianza Nacional

## Historia
El PSN surgió en 2000 pero todo comienza con su legislación en agosto de 2002 .Más tarde en 2003 el PSN tuvo una alianza con el PP y el MR postulando a Óscar Berger y a Eduardo Stein como su planilla presidencial,presentó además 371 planillas municipales en distintas combinaciones y 12 de forma individual.